# Zornfried
Zornfried ist ein Roman von Jörg-Uwe Albig aus dem Jahr 2019, welcher die Themen „Neue Rechte“ und „Journalismus“ miteinander verbindet.

## Inhaltsangabe
Der Ich-Erzähler Jan Brock arbeitet als Journalist bei einer wichtigen deutschen Zeitung. Auf Einladung des Burgherrn Hartmut Freiherr von Schierling besucht er dessen Burg „Zornfried“, um den rechten Dichter Storm Linné kennenzulernen. Während seiner investigativen Bemühungen taucht Brock immer mehr in die Welt der Neuen Rechten ein. So unternimmt er einen Waldspaziergang mit Schierling und nimmt an Versammlungen rechter Gesinnungsgenossen teil. Als jedoch die Journalistin Jenny Zerwien ebenfalls auf Zornfried eintrifft, verliert Brock seinen Kontakt zu Schierling. Im weiteren Verlauf des Romans beobachtet Brock weitere rechte Aktivitäten und gerät mehr und mehr in den Sog rechten Gedankenguts.

## Hörspielfassung
Im Jahr 2019 erstellte Jörg-Uwe Albig ebenfalls unter dem Titel Zornfried eine zweiteilige Hörspielfassung seines Werkes für den WDR. Die Regie übernahm Hannah Georgi. Die Erstausstrahlung fand am 2. und 3. Dezember 2019 statt. Die gesamte Abspieldauer beträgt 65'31 Minuten.
Es sprachen u. a.: Christoph Bach (Erzähler/Brock), Wilfried Hochholdinger (Schierling), Mira Partecke (Zerwien), Benjamin Höppner (Steinbühl) und Matthias Buss (Matzek).

## Rezeption
Die Zeit betont in einer Rezension, dass Albig es verstehe, „seine Fähigkeit zur satirischen Mimikry gegen das Personal der Neuen Rechten [zu richten], insbesondere gegen die Garde von Intellektuellen, der es gelungen ist, ihr dürftiges Denken durch die Patina kultureller Gefährlichkeit aufzuwerten“.
Die taz wertet Albigs Roman als „brillant“ und sieht einen Bezug zur medialen Berichterstattung über Götz Kubitschek.